# 东风路 (广州)
东风路，中華人民共和國廣東省广州市一条呈东西走向的主干道，据统计，平均每日有高达30万輛车使用本路。东起中山一路立交，西至增埗橋，全长8823米，路宽40－44米，双向8－10车道，两侧均设有公交专用道。全路分东、中、西三段，中山一路立交至越秀北路为东风东路，越秀北路至解放北路为东风中路，再往西至西场立交为东风西路，分别与28条道路相连接，建有8座立交，及多座人行天桥和隧道。现交警规定全路段全天禁止自行车、1.5吨以上货车行驶。

## 历史
清代时，今东风路之广州府城内段自东向西仅二牌楼-天平街-德宣街一线（即今仓边路至解放北路）贯通，与天官里（仓边路至铜关，今越秀桥附近）、天濠街（盘福路至解放北路）两段并不直接连通。
该路（原德宣路段）始建于1920年，以吉祥路为界分东、西两段修建，吉祥路以西至盘福路段称德宣西路，吉祥路以东至仓边路段称德宣东路。在东段，越秀桥（天官里尾）至先烈路段旧称越秀横路，该段与1933年开建的东沙公路至石牌段（民国时期未筑成）曾规划合称黄埔大道。解放后，天官里尾至东皋大道段扩筑道路裁弯取直，借用原平行辅路“造币厂左马路”名称更名为造币左路，东皋大道以东段称黄埔大道。1959年辟筑仓边路至越秀北路段（原称天官里），与德宣东路及造币左路贯通，1960年建至梅东路。在西段，1955年修建德坭路连接西场，德坭路是由德宣西路尾经牛皮寮及田洞横过铁路而至坭城，故得名。1964年建成德坭立交跨越广茂铁路。至此，东风路全线贯通。
1968年文化大革命期间，全路由西往东被当局改称东风一至五路（取东风压倒西风之意）。
- 東风西路：原名德坭路，據說因為舊有德國紅毛坭（水泥）廠而名（所產水泥稱德坭，類同香港英坭），1968年被改名為東風一路、東風二路，1981年再改名為東风西路。
- 東風中路：清朝時東往西依次稱天官里（明朝教育家湛若水曾於此辦書院）、二牌樓、天平街、德宣街，1920年擴建為馬路，統稱德宣路。1968年被更名為東風路，1981年再改名為東風中路。
- 東風東路：民國二十七年（1938年）前稱廣虎路[4]，意廣州至虎門必經之路[來源請求]；後改名造幣左路。民國三十四年（1945年）後易名黃埔大道，1968年被改名為東風五路，1981年再改名為東風東路[5]。

1975年开始拓阔东风路，降低部分东风东路的路面坡度。1992年起再次改造东风路，先后在农林下路、越秀北路、盘福路等路口建立交桥，绝大部分路段取消红绿灯，路中央架设护栏禁止车辆左转和掉头，以保证直行车流畅顺。

### 文革改名
文革時期各路名被逼更改以合乎政治需要，時各派系小報在此地改名上有不少意見，爭論持續。广州市革命委员会中，以东风派與红旗派兩大陣營相爭突出，以此時先改為東昇路，為將西山（街道建制，源西山廟）日落西山改聯想太陽東昇，並平衡兩派爭拗。而東風派由於成員工人眾多，廣州市總工會亦在此幹線，後將西場口以東以東風一到四路定名，延至1968年定型，為文革時期廣州改路名最尾的一條路。

## 沿途设施
1960年代的德宣路、德坭路南邊一帶，多為有規則的磚木屋宇，北側則是殘磚搭牆、瀝青紙蓋頂用竹夾著的瓦面（屋）。這帶當時有不少街道工廠（時稱街道服務站），涉及打鐵、煮瀝青、片輪胎（分解車胎做鞋底）、開鐵桶（拆開鐵桶將鐵皮敲直出售）、小型翻砂鑄造等手作業。现时都不存。
- 流花湖公园
- 广州市少年宫
- 广州医科大学
- 广东省科学馆
- 廣州市總工會
- 中山纪念堂
- 广州市人大常务委员会
- 广东省人民政府
- 广东大厦
- 广州市正骨医院
- 广州起义烈士陵园
- 中山大学广州校区北校园
- 中山大学附属肿瘤医院
- 广东工业大学
- 羊城晚报社
- 东峻广场
- 东风广场
- 锦城花园
- 华海花苑

## 与之交汇道路
道路顺序由西往东排列，粗体字为主干道。
- 西场立交：南岸路、环市西路
- 西湾路
- 流花路
- 荔湾路
- 康王北路
- 人民北路、人民路高架路
- 盘福立交：盘福路
- 解放北路
- 连新路
- 吉祥路
- 正南路
- 小北路、仓边路
- 德政北路
- 越秀北路
- 东濠涌高架路
- 黄华路
- 建设大马路
- 建设三马路、陵园西路
- 建设六马路
- 先烈南路
- 执信南路
- 竹丝岗二马路
- 农林下路
- 福今路
- 东环路
- 梅东路
- 梅花路
- 中山一路立交：黄埔大道西、广州大道中、中山一路

## 公共交通
- 广州地铁2号线纪念堂站
- 广州地铁5号线西场站、區莊站
- 广州地铁6号线區莊站
- 广州地铁8号线彩虹橋站
- 广州地铁11号线彩虹橋站

均在鄰近東風路位置設有出口。